# Lindholmen, Göteborg
Lindholmen är en stadsdel och ett primärområde i stadsområde Hisingen i Göteborgs kommun. Stadsdelen har en areal på 104 hektar.

## Historia

### Namnet
Namnet Lindholmen kommer av den lindbevuxna ö som ända fram till 1855 var avskild från Hisingen. Kanalen kring holmen hette Kvillen, vilket inte ska förväxlas med den strax öster därom liggande Kvillebäcken. Sannegårdshamnen är en kvarvarande del av kanalen. Kanalen fanns kvar fram till åtminstone 1864, helt eller delvis.

### Borgen / Slottet

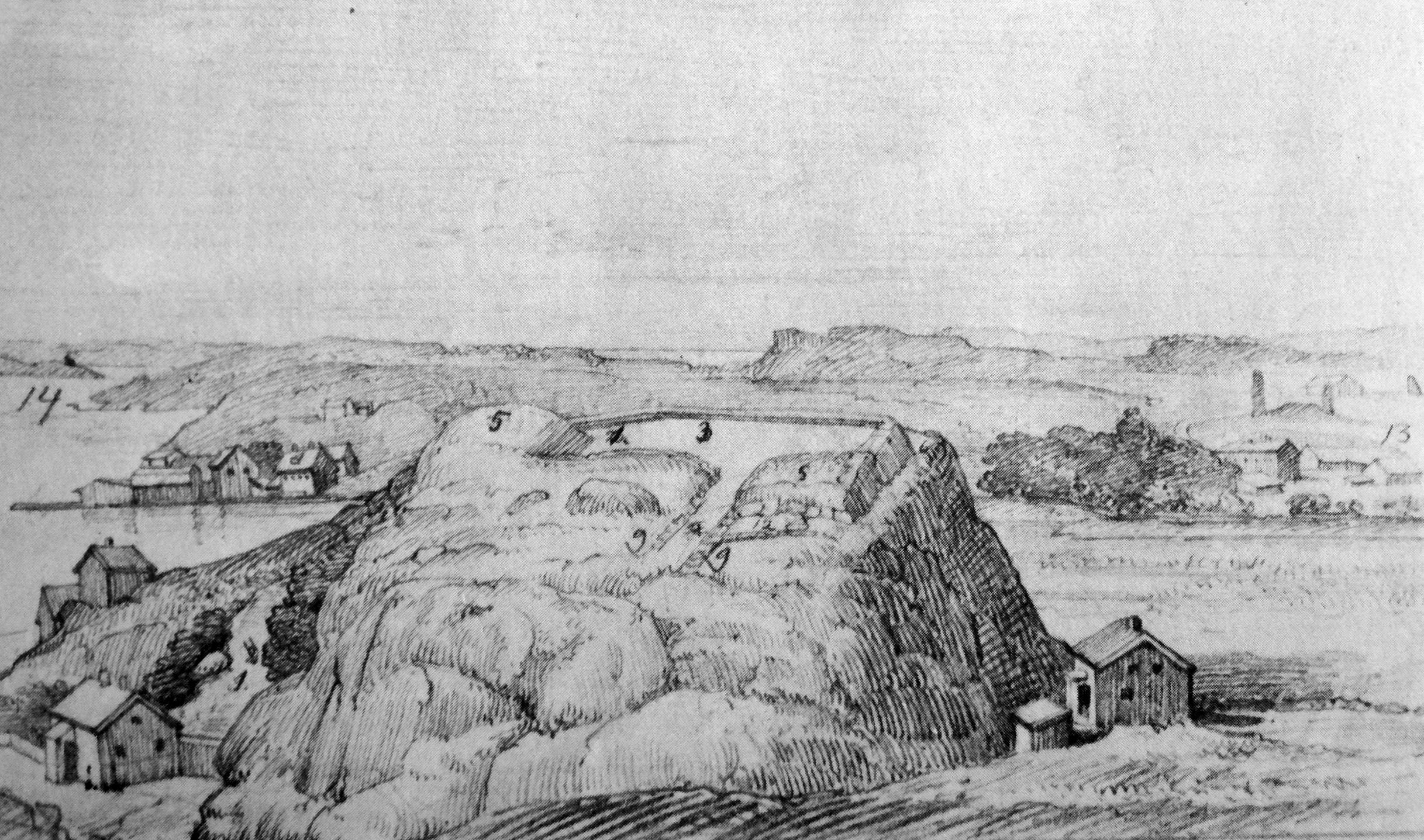
Slottsberget sett österifrån, med slottsruinen så som det såg ut år 1864. Blyertsteckning av Gustaf Brusewitz.

Lindholmen omtalas första gången 1333, då kung Magnus Eriksson daterar en skrivelse in castro nostro Lindholm, det vill säga "den befästa Lindholmen", samt 1334 Lyndholmis. Befästningen låg på nuvarande Slottsberget och var en kungsgård som kallades Borgen Lindholmen. Arkeologiska undersökningar visar att en borg, även omnämnt som slott, har funnits där sedan åtminstone år 1250. slottet gavs till Drottning Blanka som morgongåva vid hennes förmälning med kung Magnus. År 1410 hade slottet förfallit och kunde inte längre bebos. Efter detta upphör uppgifterna om själva slottet. Kring 1875 fanns endast mindre murverk kvar, vilka försvann då Lindholmens varv vid denna tid lät de anställda uppföra små trähus på berget, helt utan stadsplanering.

### Varvet

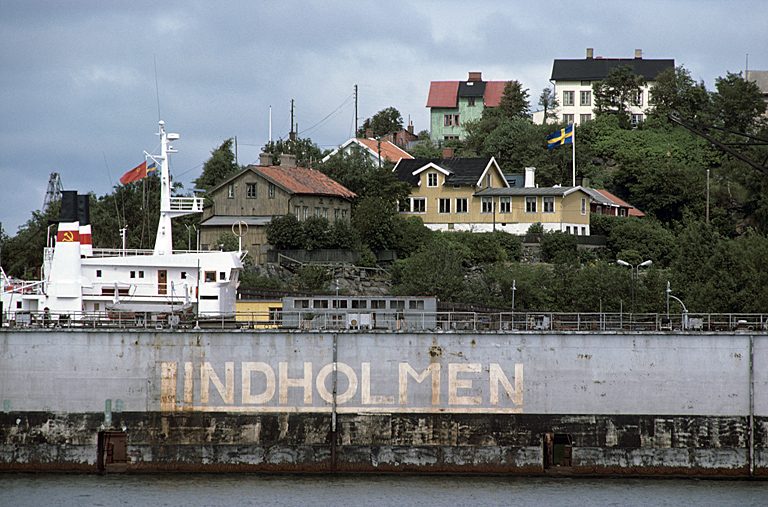
Lindholmens varv med flytdockan 1977.

1844 gick bolaget som ägde Lindholmens säteri i konkurs. Säteriet ropades in på exekutiv auktion av Handelsaktiebolaget Mattsson & Braunes. Huvudparten, 31/32-delar av egendomen, överläts nästan genast till två storbönder, som fortsatte att där bedriva jordbruk. På den del som Mattsson & Braunes behöll, växte Lindholmens varv upp.  Grosshandlaren Theodor Wilhelm Tranchell (1815-1889) hade den 4 december 1843 gift sig med dottern Sofia Mattsson. Familjen Tranchell hade sjöfartsintressen och insåg att en pågående statlig utredning rörande "tillsyn af segelleden mellan Venern och hafvet samt om sättet för hamnanläggning i Göteborg" skulle innebära uppmuddring av Norra Älvstranden och därmed förbättra möjligheterna för en varvsrörelse. På den första stapelbädden byggdes det första fartyget, briggen Aurora som sjösattes 1848. Kring 1850 påbörjades anläggningsarbeten för ett skeppsvarv av järnfartyg och 1852 byggdes anläggningen ut med en mekanisk verkstad för ångfartyg.
1853 bildades aktiebolaget Lindholmens Varvs- och Fabriksaktiebolag. Motala Verkstad övertog en fjärdedel av aktierna medan Mattson & Braune och Th. W. Tranchell tog tre fjärdedelar. 1858 övertog Motala Verkstad hela varvet och  anläggningarna utökades. Vid 1860-talets början blev Lindholmens varv lika stort som Keillers verkstad, det vill säga det varv i Göteborg som tidigare varit störst. Liksom Keillers verkstad, upplevde Lindholmen en påtaglig blomstring under 1870-talets högkonjunktur, då arbetarantalet steg till nära 800. Det var vid denna tid som merparten av arbetarbostäderna på Slottsberget byggdes. 
Efterhand kom Lindholmens varv successivt att växa till ett av landets största och 1872 byggdes det första krigsfartyget här, kanonbåten Blenda. Under lång tid hade varvet Kungliga Svenska Flottan som storkund.
År 1974 byggdes det sista fartyget på Lindholmen.

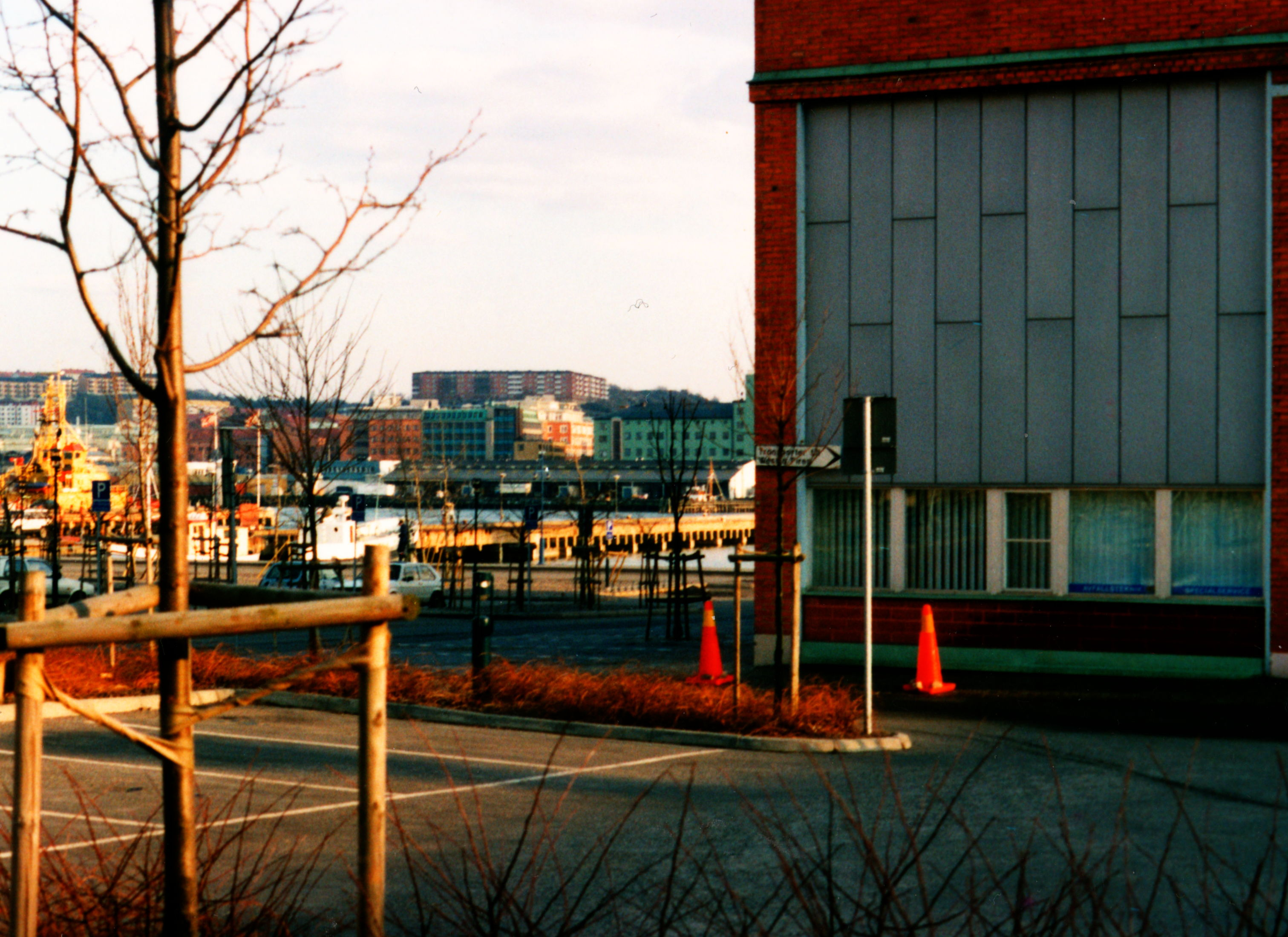
Lindholmen vid biblioteket, 2010.

### Bevara Lindholmen
Det tidigaste initiativet till bevaring av Lindholmen gjordes av Föreningen Slottsberget-Lindholmen. Deras kampanj för att bevara Lindholmen resulterade i att kommunfullmäktige med rösterna 78 mot 3 beslöt att rädda och förnya området. 
Området började planeras sedan verksamheten vid Lindholmens varv, som tidigare låg på denna plats, upphörde 1976 och den stora ytan på Hisingens älvstrand, låg tom.

## Utveckling av området

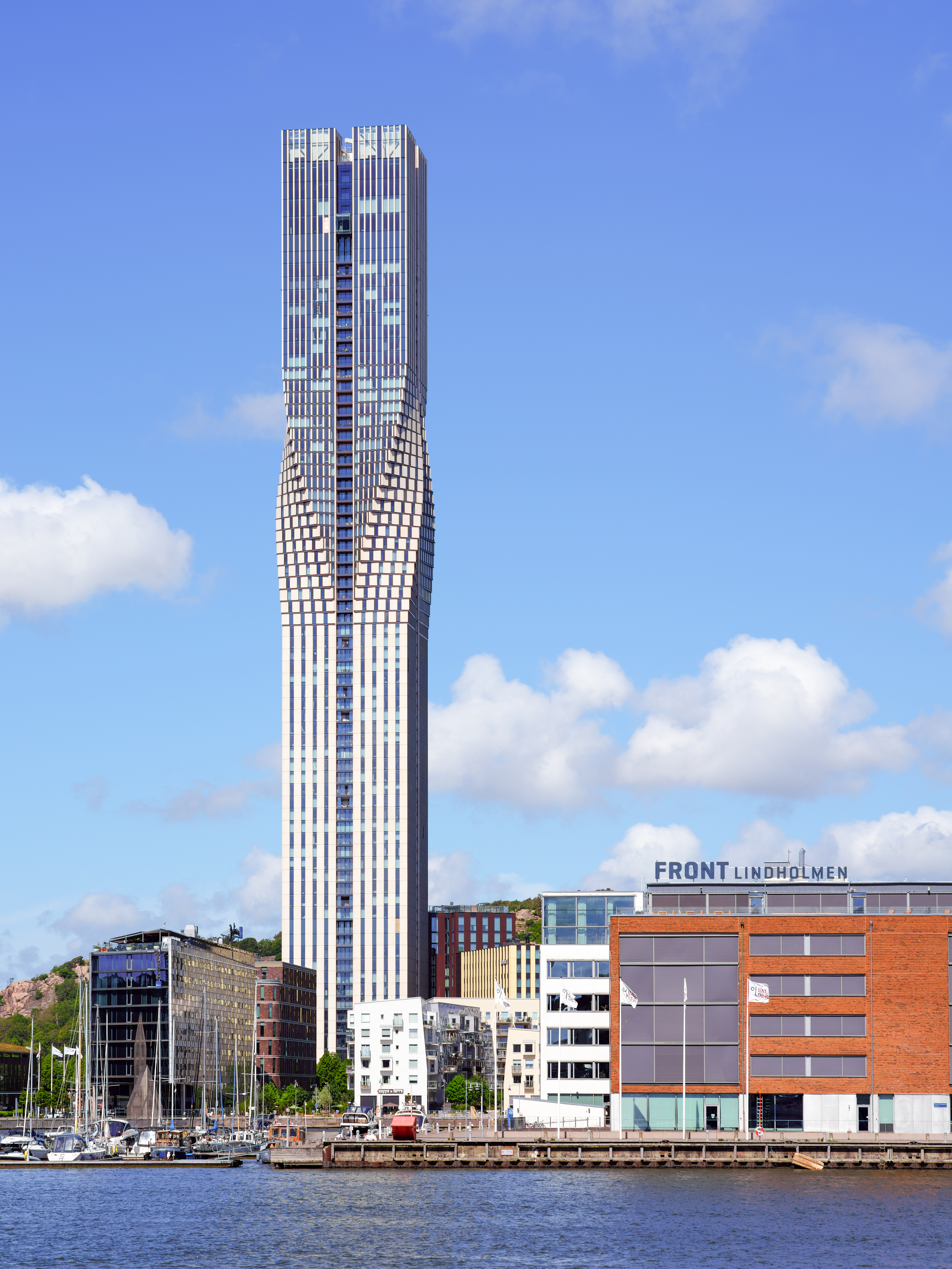
Lindholmen, med Karlatornet i bakgrunden.

Från 1990-talet bebyggdes Lindholmen markant. Karlastaden i Lindholmen beräknas bli den mest tätbefolkade delen av Göteborg när den står färdig.
Numera finns här en större koncentration av bostäder, företag och skolor. Älvstranden utveckling AB ibland förkortat ÄUAB är ett kommunalt bolag som har fått ansvaret för utvecklingen av Norra Älvstranden och Södra älvstranden i Göteborg och som varit en starkt drivande kraft kring Lindholmens utveckling.

Bland utbildningsinstitutioner på Lindholmen märks Lindholmen Science Park, Polhemsgymnasiet, Bräckegymnasiet, Slottsbergsgymnasiet, YTG - Yrkestekniska Gymnasiet, Lindholmens gymnasium, Centrina, Ester Mosessons gymnasium, Göteborgsregionens Tekniska Gymnasium, Mikael Elias teoretiska gymnasium, IT-universitetet och Chalmers tekniska högskola.
Exempel på företag som ligger på Lindholmen: Ericsson, Sigma AB, Teleca, Semcon, Volvo Personvagnar, Sveriges Television, Sveriges radio, Rise, Gothenburg Studios och Mobitex.
Även Landsarkivet i Göteborg har delar av sina lokaler förlagda till Lindholmen, på Polstjärnegatan.

## Karlatornet
I slutet på 2010-talet började Karlatornet byggas. En byggnad på 246 meter som blir Göteborgs högsta.

## Kommunikationer
Lindholmen har vägförbindelser till Frihamnen (via Lundby Strandgata), Ättestupan vid Lundbyleden, Sannegårdshamnen samt Eriksbergs köpcentrum.
Älvsnabben har gått till Lindholmen från Rosenlund sedan den startades. I början av 90-talet började man trafikera sträckan Klippan-Eriksberg-Lindholmen-Rosenlund-Lilla Bommen med halvtimmestrafik. Färjetrafiken ett alternativt sätt att nå området. År 2003 flyttade färjeläget från Lindholmsgymnasiet till en hamnbassäng något längre österut och fick namnet Lindholmspiren. Samtidigt startade också trafik med färjor som endast trafikerar sträckan Lindsholmspiren—Rosenlund (sedan 2016 istället Stenpiren) och därmed avlastar Älvsnabben.
I samband med att det nya Lindholmen växte fram anlade man Lindholmsallén, en lindallé med bussgata i mitten, som är anpassad för framtida spårvagnstrafik och spårvägen öppnas 2025. Göteborgs första stombusslinje 16 trafikerar Lindholmen, liksom ett flertal andra busslinjer. Från sommaren 2015 trafikerades Lindholmen även med Göteborgs första emissionsfria elbussar på sträckan Lindholmen Science Park till Johanneberg Science Park. Denna linje avvecklas 2020 då testperioden tar slut och elbussar introduceras på andra linjer i staden.

## Bilder

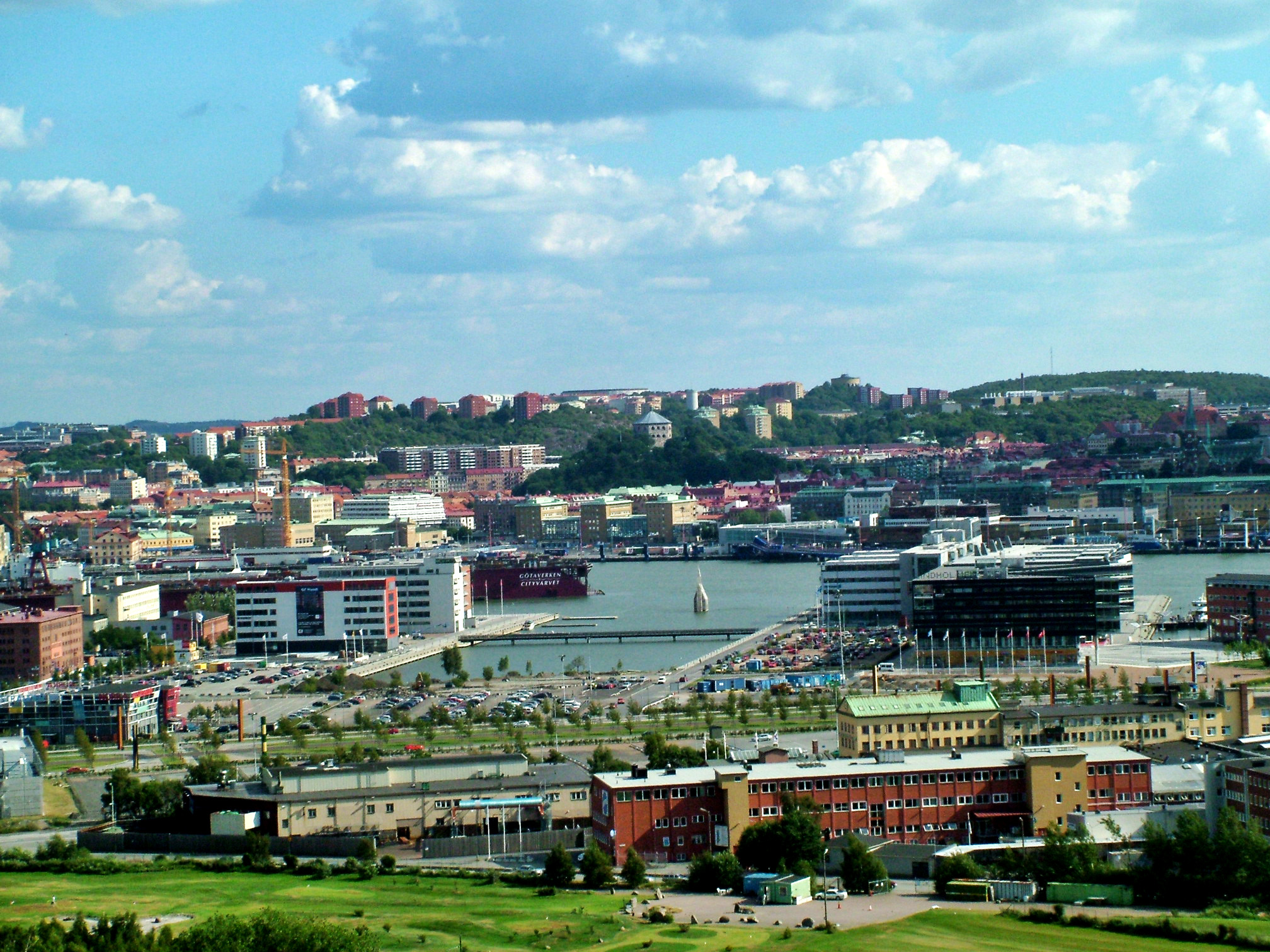
Lindholmen från Ramberget (2004)
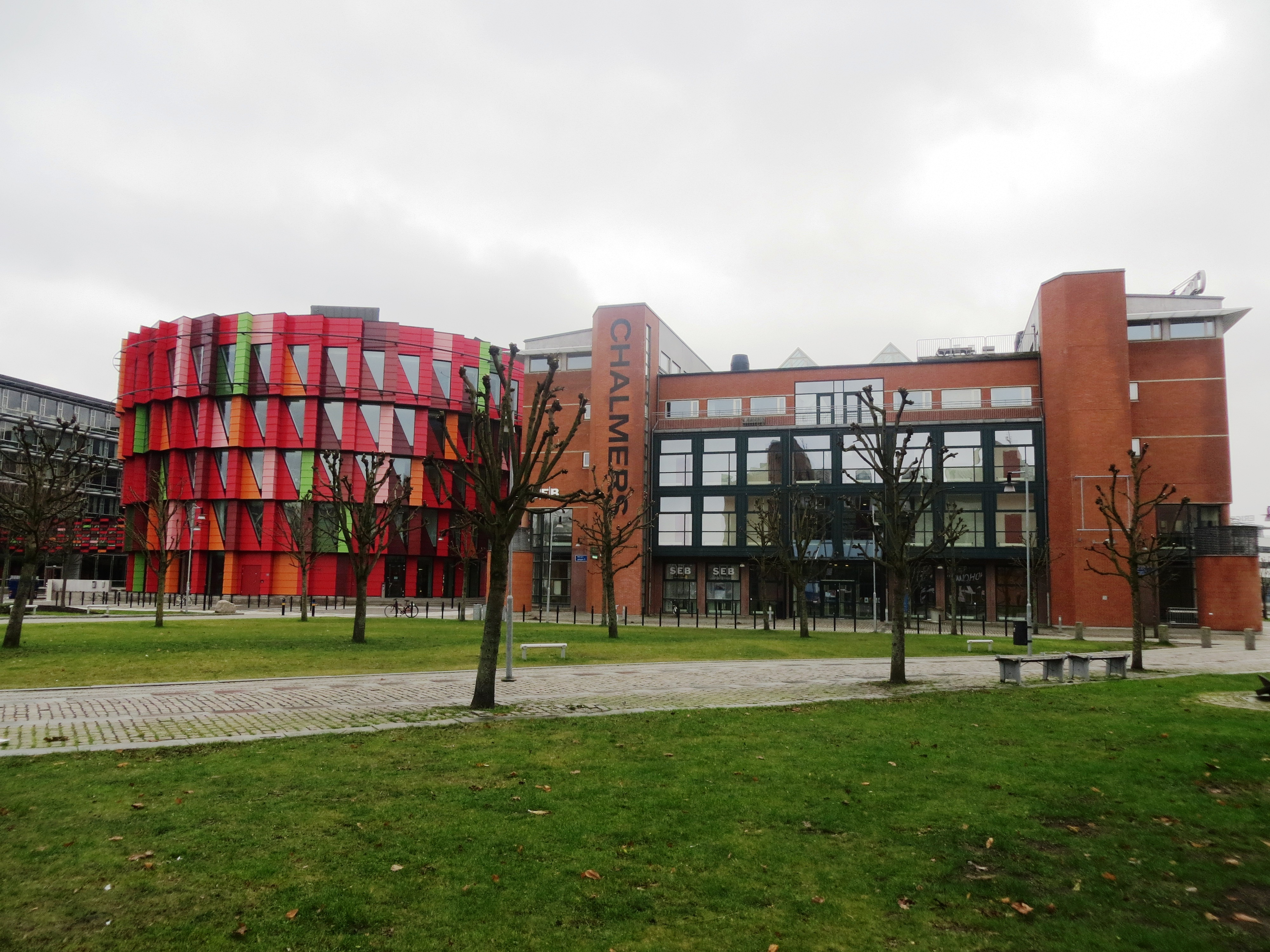
Campus Lindholmen, lokaler för Chalmers
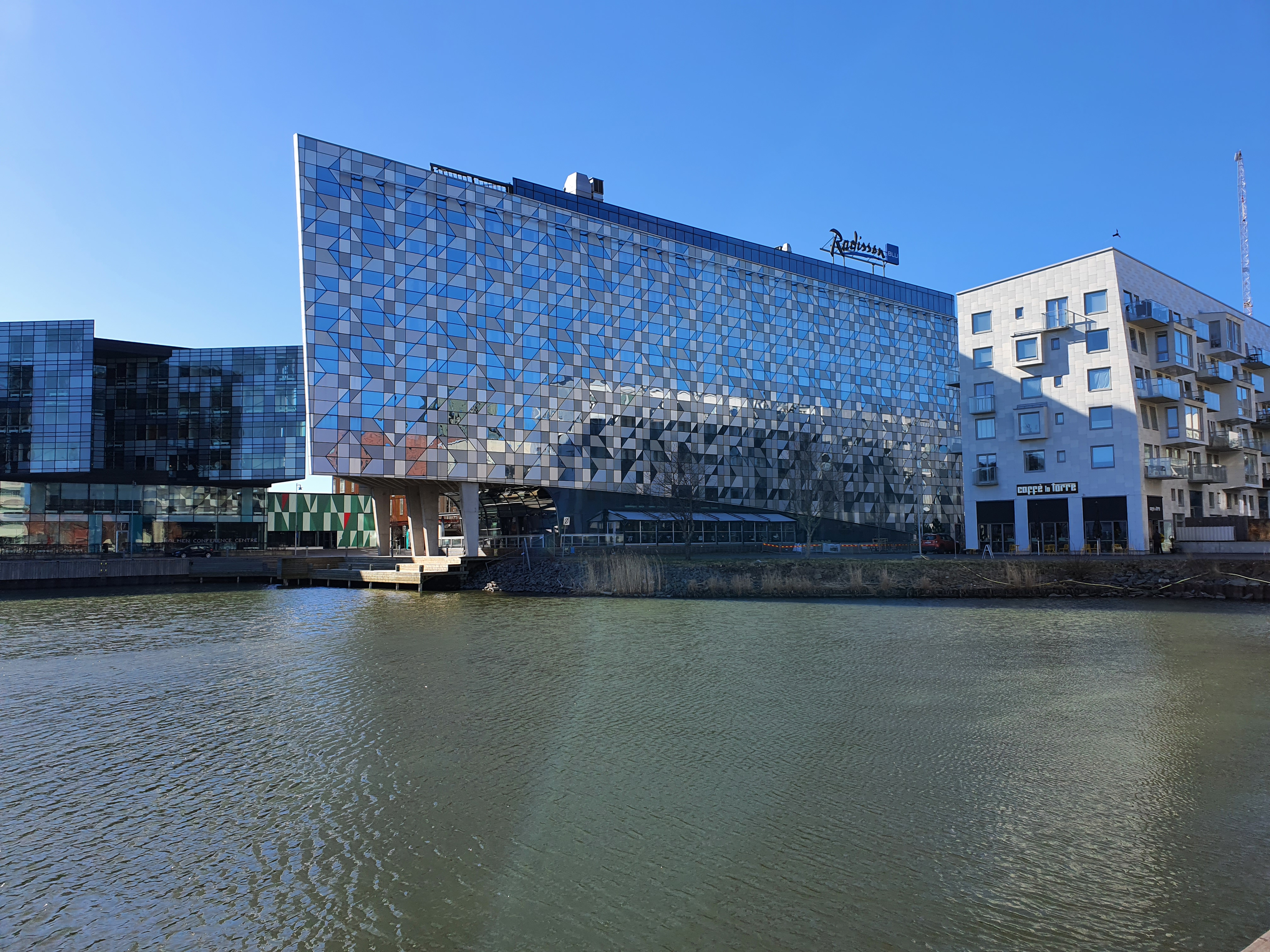
Radisson Blu Riverside
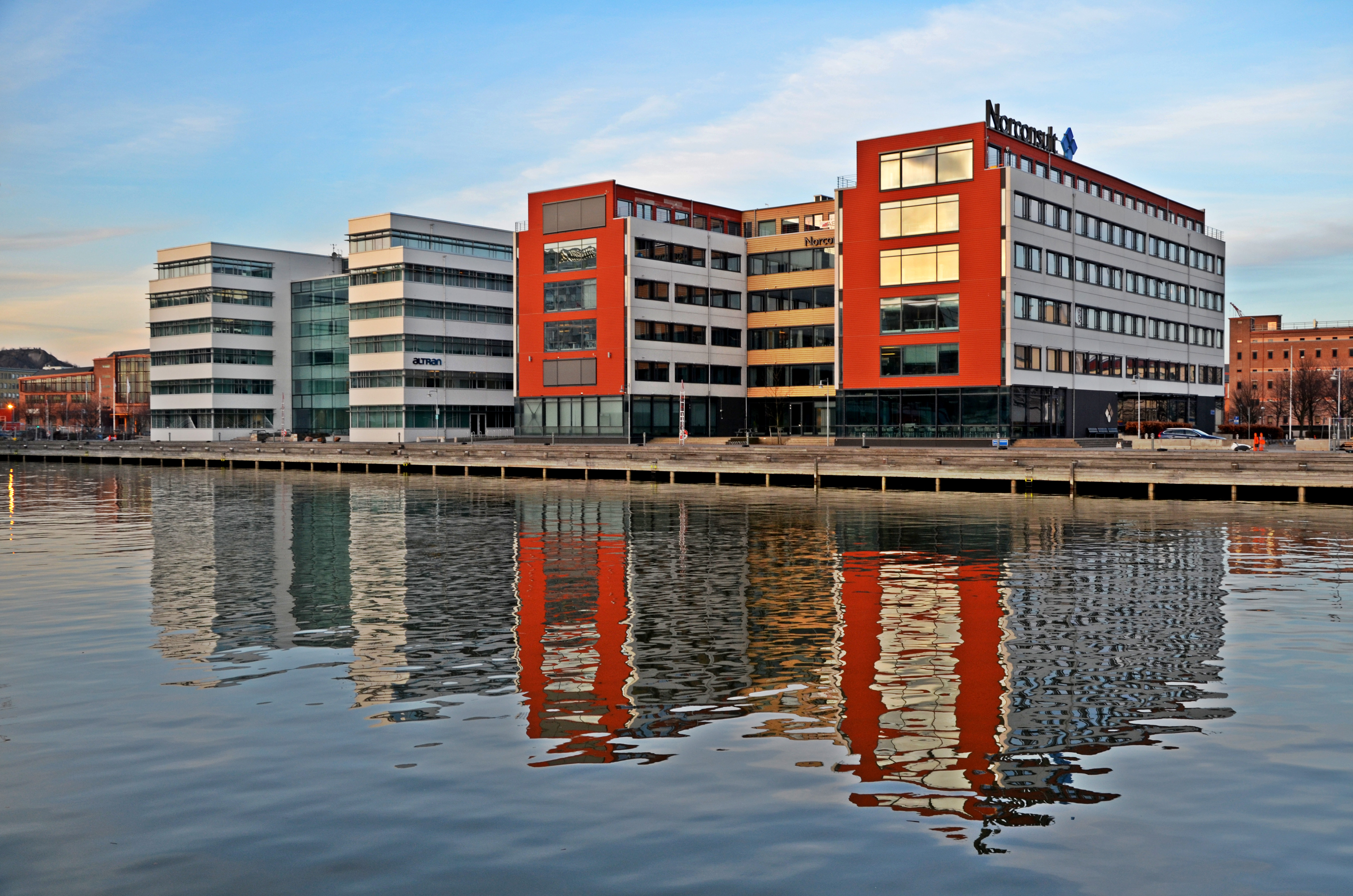
Theres Svenssons gata
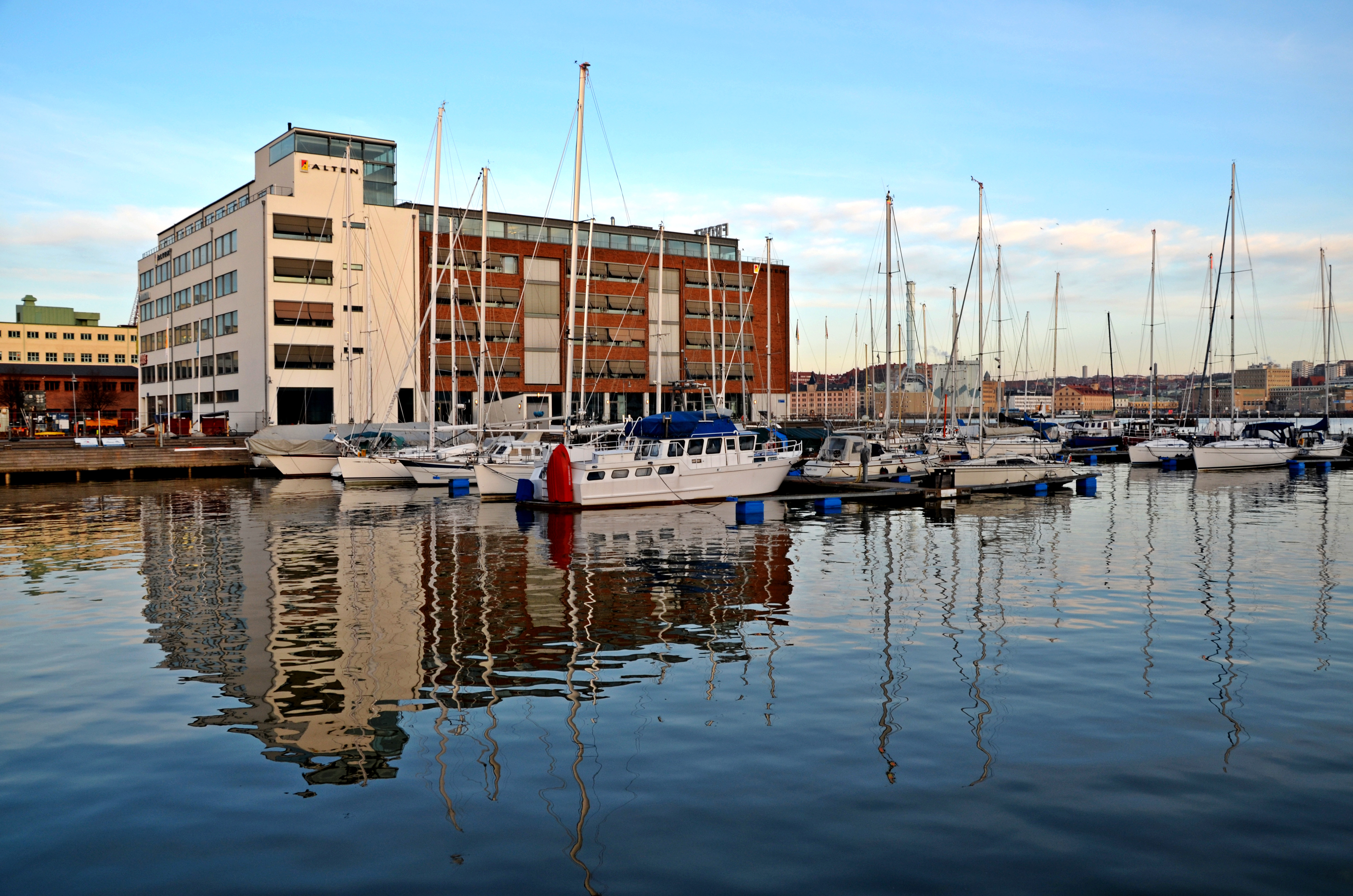
Småbåtshamnen
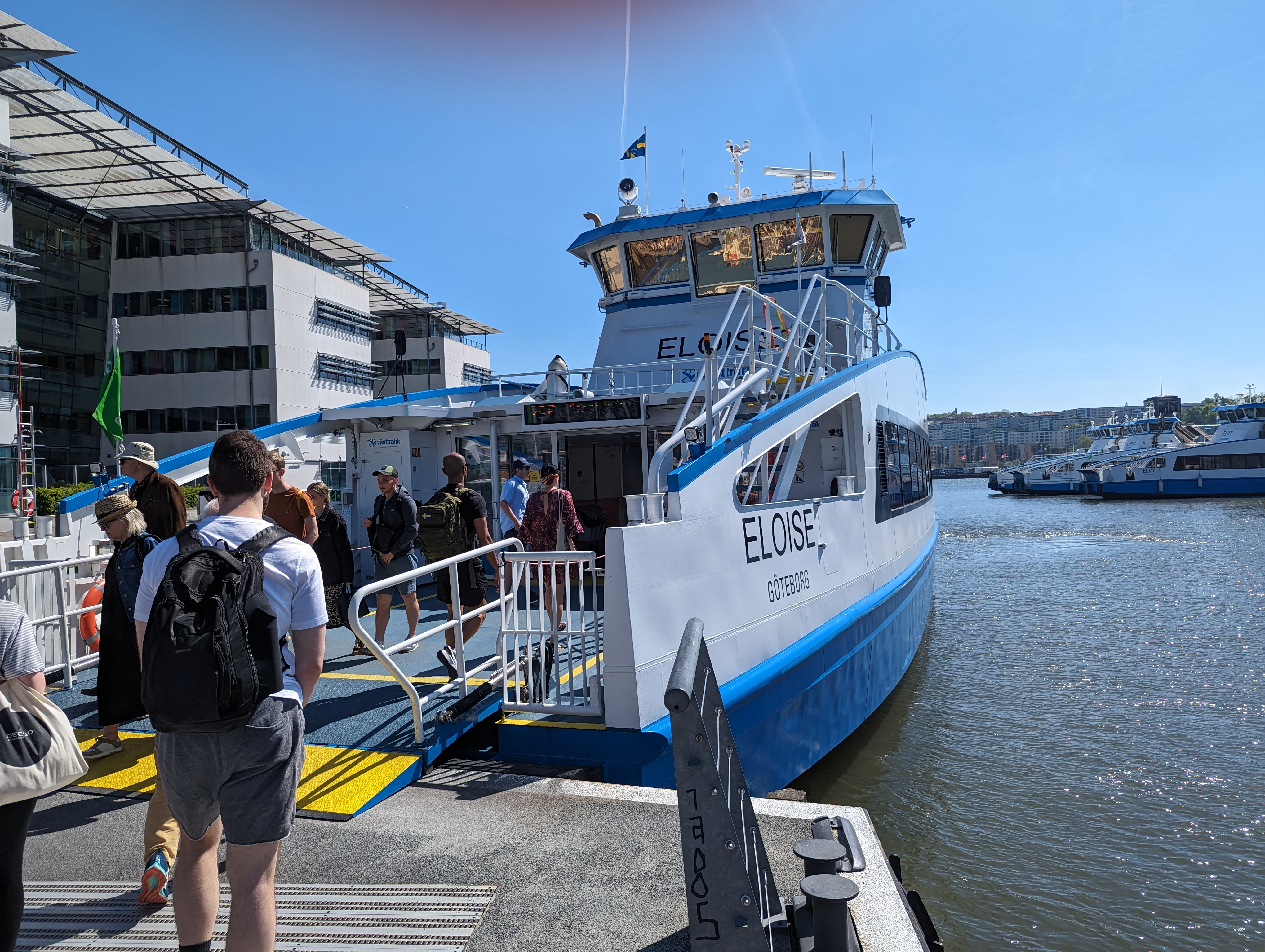
Färjan till Lindholmen

## Datakommunikation
Då flera företag i området är IT-intensiva, har man redan i planeringen av området infört flera nodrum som innebär att företag snabbt kan upprätta höghastighetskommunikation mellan varandra, utan att behöva anlita teleoperatörer.

## Övrigt
- Loppis hette den gamla biografen i området. Den låg i Aftonstjärnans hus.

## Nyckeltal

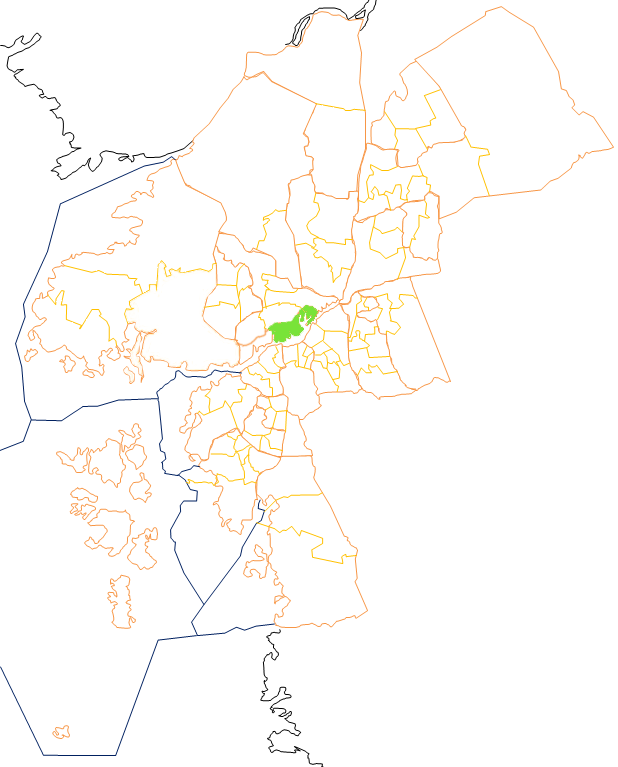
Lindholmen

Nyckeltalen redovisar statistik som beskriver Göteborg och dess 96 delområden, primärområden, per den 31 december och kan användas för att jämföra de olika områdena. Nedan redovisas uppgifter för primärområdet och jämförelse görs mot uppgifterna för hela kommunen.
|                                                           | Lindholmen | Hela Göteborg |
| --------------------------------------------------------- | ---------- | ------------- |
| Folkmängd                                                 | 4 903      | 587 549       |
| Befolkningsförändring 2020–2021                           | +293       | +4 493        |
| Andel födda i utlandet                                    | 26,1 %     | 28,3 %        |
| Andel utrikes födda eller med två utrikes födda föräldrar | 33,7 %     | 38,1 %        |
| Medelinkomst                                              | 329 300 kr | 332 400 kr    |
| Arbetslöshet                                              | 2,5 %      | 6,6 %         |
| Antal ersatta dagar från F-kassan per person (16-64 år)   | 9,7        | 19,5          |
| Andel med eftergymnasial utbildning (minst 3 år)          | 51,0 %     | 37,9 %        |
| Andel bostäder i allmännyttan                             | 7,5 %      | 25,9 %        |
| Antal färdigställda bostäder 2021                         | 222        |               |
| Andel bostäder i småhus                                   | 1,7 %      | 18,3 %        |

## Stadsområdes- och stadsdelsnämndstillhörighet
Primärområdet tillhörde fram till årsskiftet 2020/2021 stadsdelsnämndsområdet Lundby och ingår sedan den 1 januari 2021 i stadsområde Hisingen.